# Tendone da circo

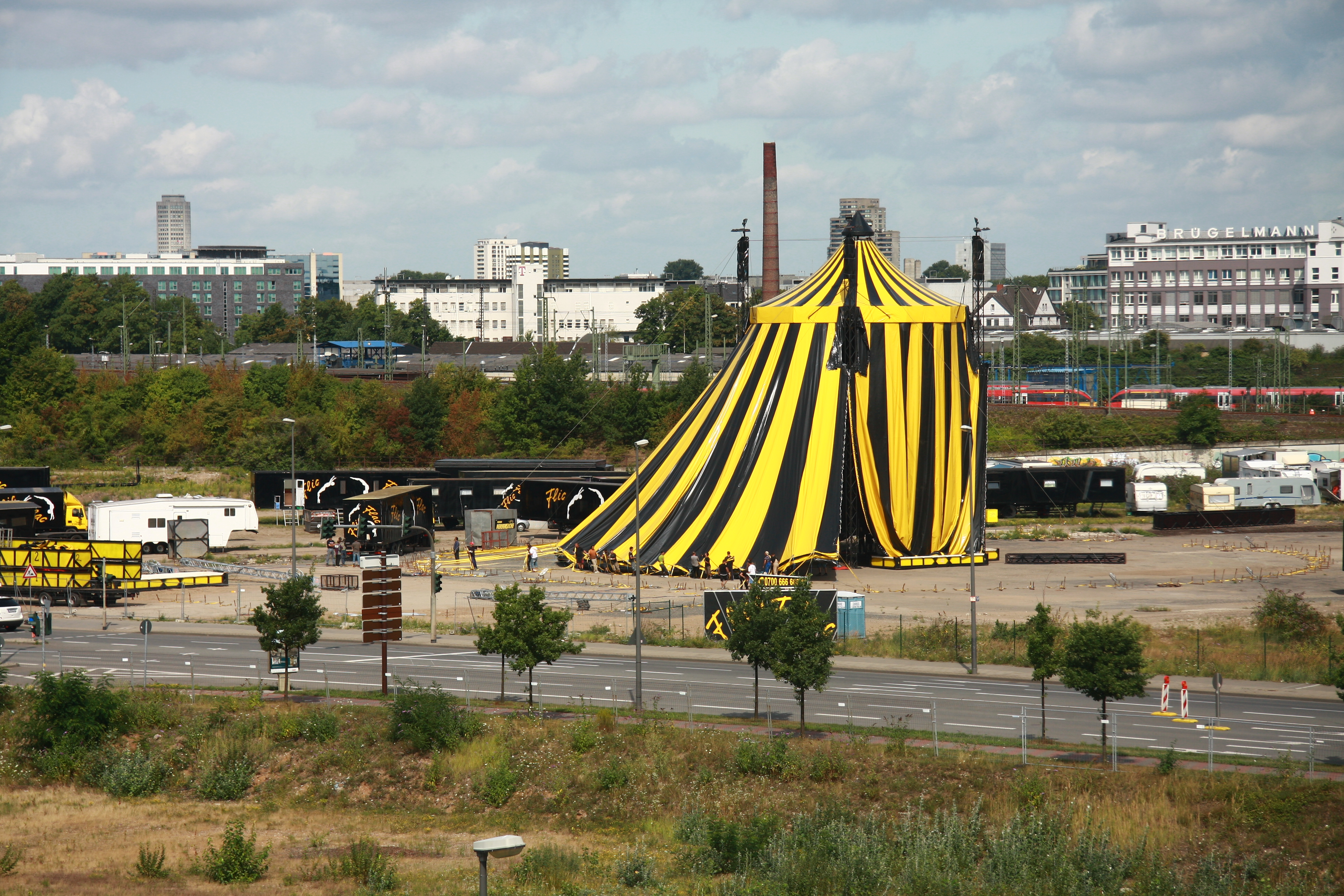
Un tendone in costruzione ...

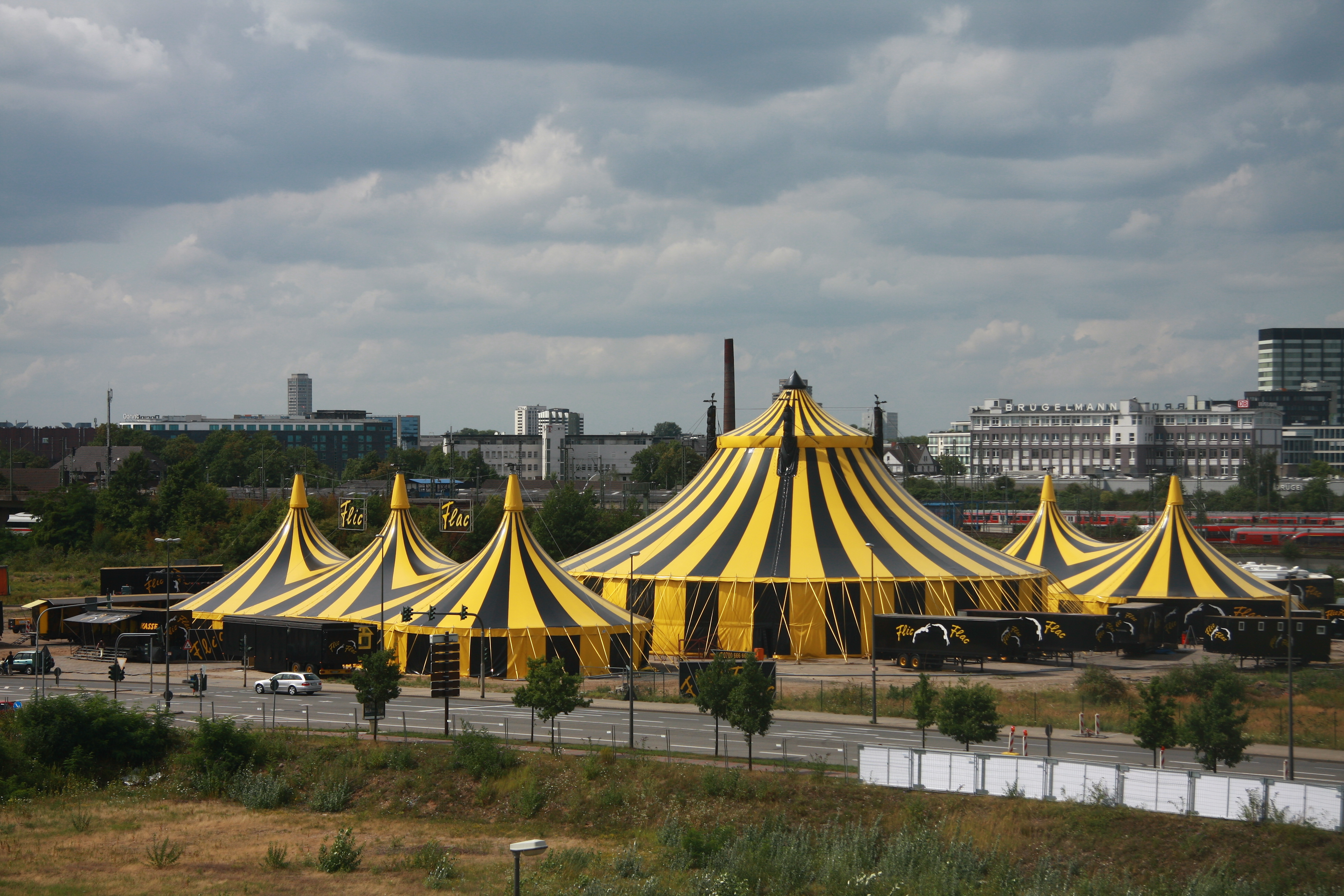
... e dopo il completamento

Il tendone da circo (anche Chapiteau, dal francese chapiteau = capitello) è di solito una tenda di forma rotonda o ovale. Serve ad ospitare un circo itinerante come sede per le sue esibizioni. La tecnologia per tende portatili di queste dimensioni esiste solo dalla fine del XIX secolo. In precedenza, gli spettacoli circensi si svolgevano in edifici teatrali fissi come il Cirque Olympique. 
Per le sue enormi dimensioni, il tetto della tenda è costituito da vari teloni che vengono trasportati arrotolati o piegati e riuniti nella sede dove deve essere installato il tendone. Oggi, il tetto della tenda è realizzato quasi interamente in PVC rinforzato con tessuto dello stesso materiale. All'inizio del XX secolo era ancora realizzato in tessuto di puro cotone, che causava la formazione di conche d'acqua, sul tetto della tenda, in caso di pioggia prolungata. 
La tenda è tenuta per mezzo di pali che inizialmente erano in legno, ma ora sono realizzati in acciaio. Viene fatta una distinzione tra pali rotondi e reticolari, che ostruiscono gravemente la vista. Le tende da circo a quattro pali (quattro maestri) sono le più comuni. Un tempo i circhi erano soliti viaggiare con tende a 8-12 pali. 
Sul bordo esterno, il tetto è supportato da pali che sorreggono le zone terminali della tenda. Il telone del tetto viene sostenuto dai pali centrali e da quelli perimetrali. Questa costruzione viene spesso erroneamente definita "Chapiteau autoportante".
I pali sono ancorati con cavi di acciaio, che sono tesi da ganci o blocchi di paranchi. Le ancore in acciaio servono come punti di attacco. Il telone viene ancorato con cinghie di tensione in tessuto di poliestere, con le ancore della tenda che fungono anche da punto fisso. 
All'interno della tenda vengono installatate le tribune per il pubblico. Al centro c'è l'arena, nella quale si svolge lo spettacolo, alla quale accedono gli artisti e in alto l'orchestra. Dietro l'ingresso degli artisti c'è un locale adibito alla sellatura dei cavalli e per riporre temporaneamente le attrezzature di scena.